# إيفا ماري
إيفا ماري (بالإنجليزية: Eva Marie)‏ مواليد 19 سبتمبر 1984 في كاليفورنيا، الولايات المتحدة، هي مصارعة أمريكية.

## وصلات خارجية
- إيفا ماري على موقع IMDb (الإنجليزية)
- إيفا ماري على موقع قاعدة بيانات الفيلم (الإنجليزية)
- إيفا ماري على موقع دبليو دبليو إي (الإنجليزية)
- إيفا ماري على موقع CageMatch worker (الإنجليزية)
- إيفا ماري على موقع قاعدة بيانات المصارعة على الإنترنت (الإنجليزية)
- إيفا ماري على موقع عالم المصارعة على الإنترنت (الإنجليزية)
- الموقع الرسمي